# آلکسی ساوراسوف
آلکسی کوندراتیویچ ساوراسوف (روسی: Алексе́й Кондра́тьевич Савра́сов) (۲۴ مه ۱۸۳۰ – ۲۶ سپتامبر ۱۸۹۷) نقاش منظره روسی و خالق سبک منظره‌ی مودی بود. وی در خانواده‌ای بازرگان بزرگ شد، در سنین کم به نقاشی علاقه نشان داد و زمان زیادی صرف یادگیری تکنیک در آن نمود. او در مدرسه نقاشی، مجسمه‌سازی و معماری مسکو به تحصیل و زیر نظر استادان بزرگ روسی به نقاشی پرداخت. ساوراسوف از نقاشان بزرگ انگلیسی چون الکساندرا کالامه و جان کانستبل تأثیر بسیاری پذیرفت و در همین راستا در دهه ۱۸۶۰ میلادی سفری به انگلستان و سوئیس داشت. اثر کلاغ‌ها برگشته‌اند که در سال ۱۸۷۱ به اتمام رساند نقطه اوج او محسوب می‌شود، این نقاشی محتوایی ساده دارد، بازگشت پرندگان به خانه و انتقال طبیعت از زمستان به بهار اما چنان احساسی به تصویر کشیده شده که بعدها توسط منتقدان، منظره سبک مودی نامیده شد. او در اواخر عمرش در فقر شدیدی زندگی می‌کرد و به مشروبات الکلی اعتیاد پیدا کرد، این روند احتمالاً بخاطر مرگ دخترش در سال ۱۸۷۱ بوده که ضربه شدید روحی به وی وارد ساخت.

## گالری آثار

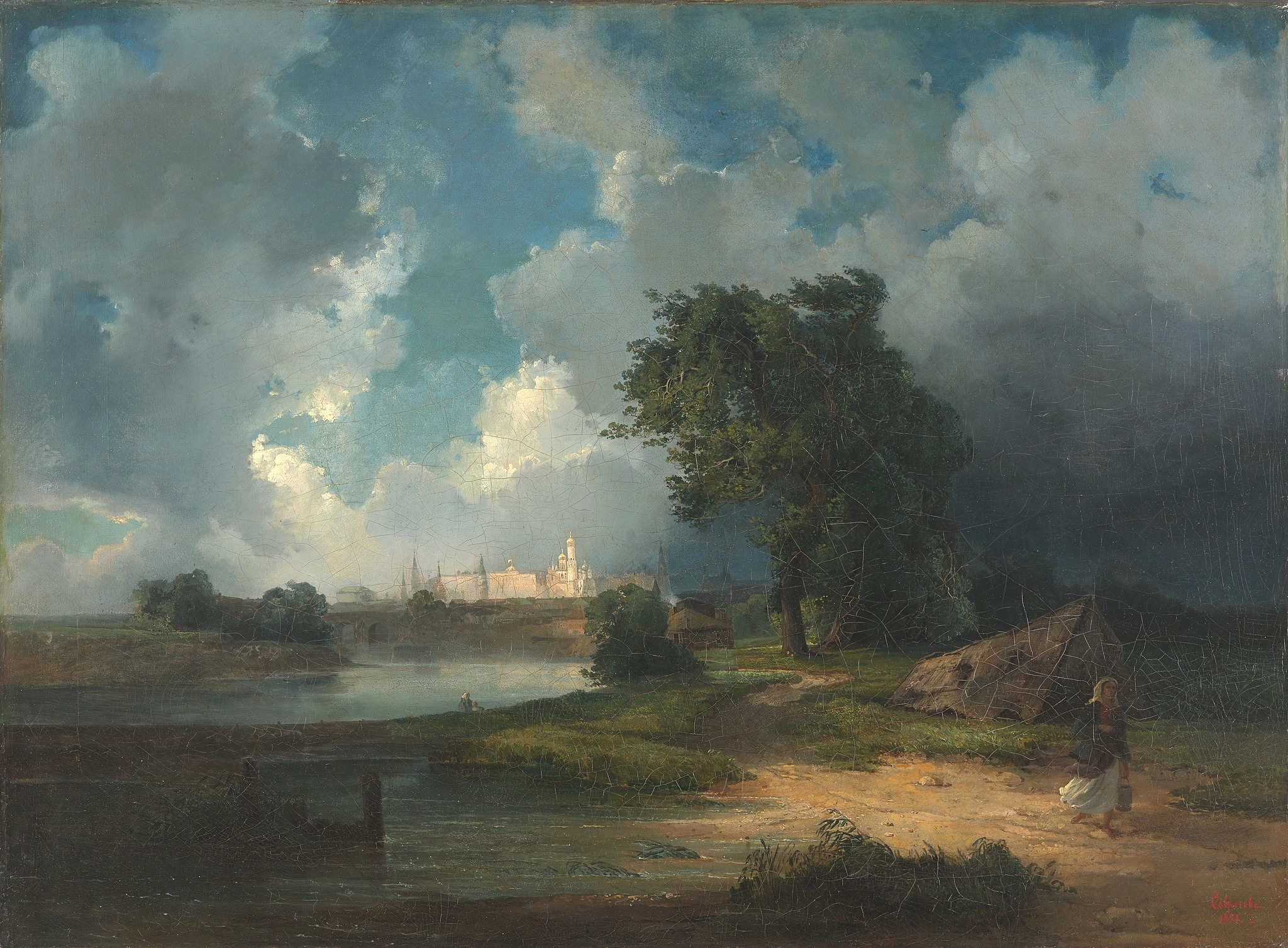
منظره کرملین (۱۸۵۱)
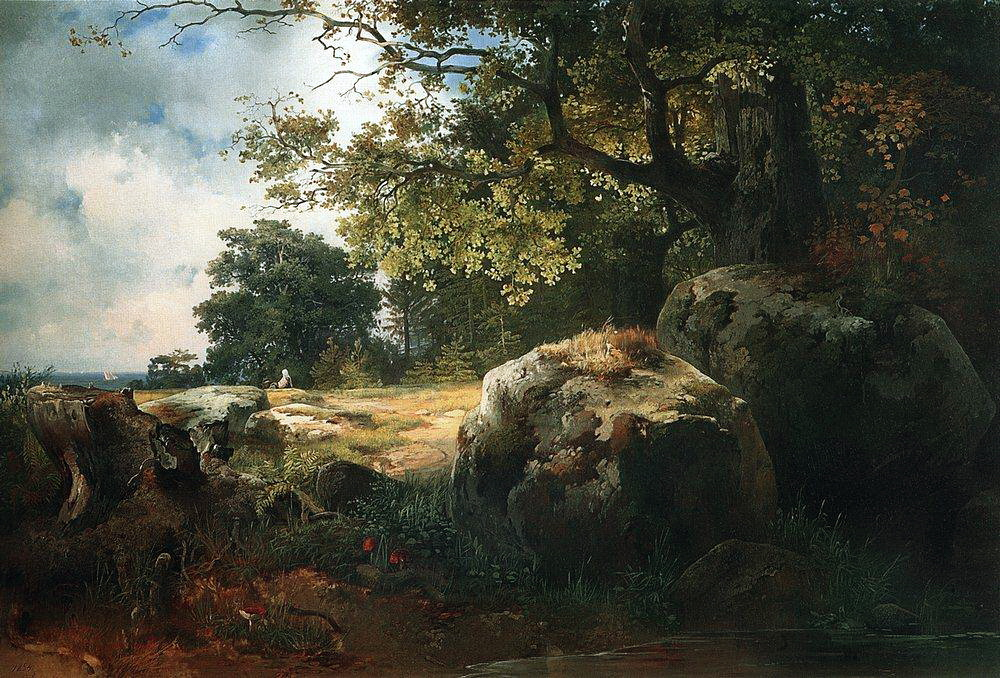
نمایی در اورانینباوم (۱۸۵۴)
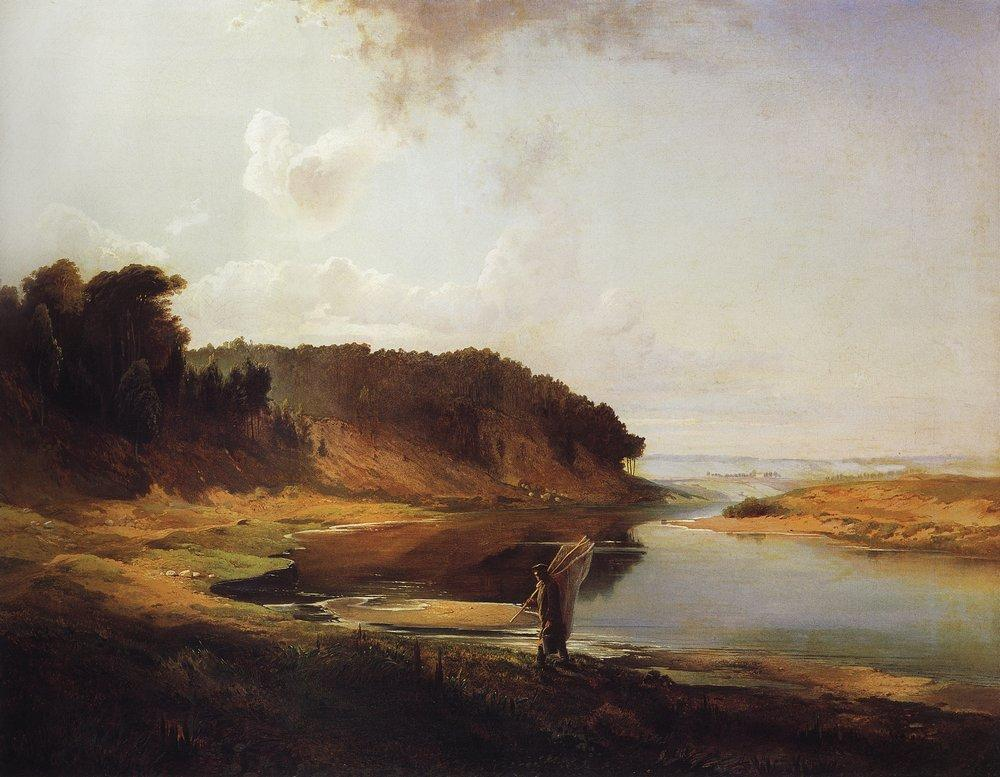
منظره دریاچه و ماهیگیر (۱۸۵۹)
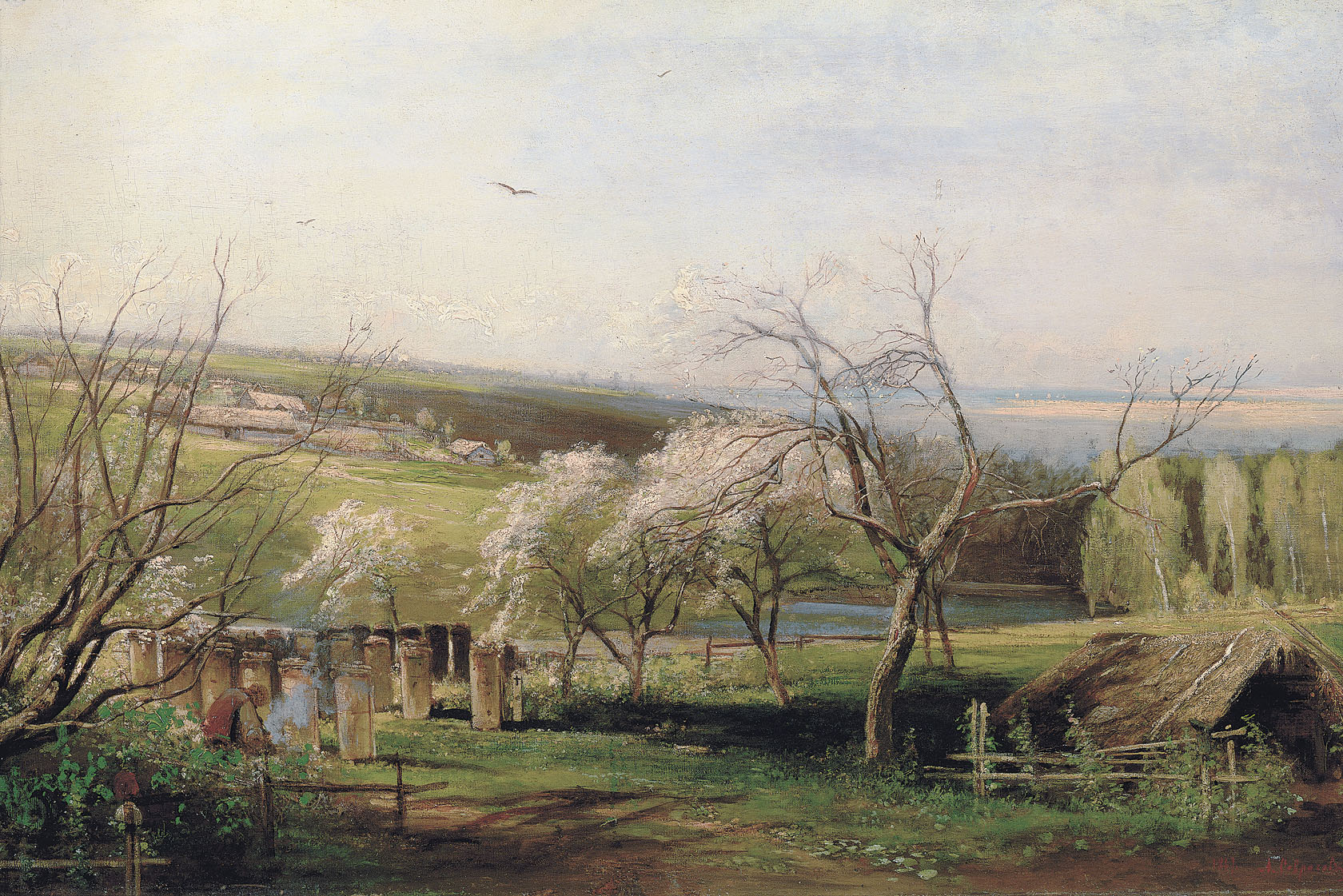
نمای دهکده (۱۸۶۷)
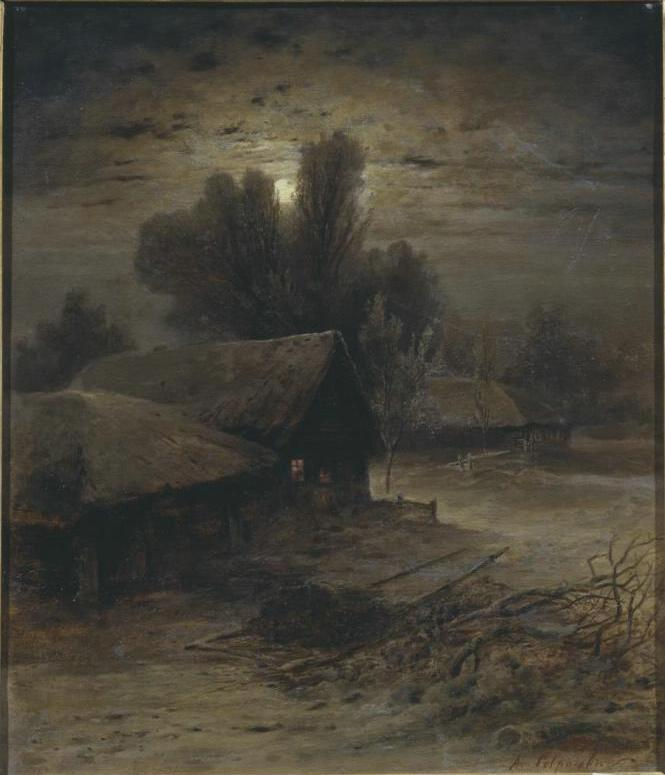
شب زمستان (۱۸۶۹)
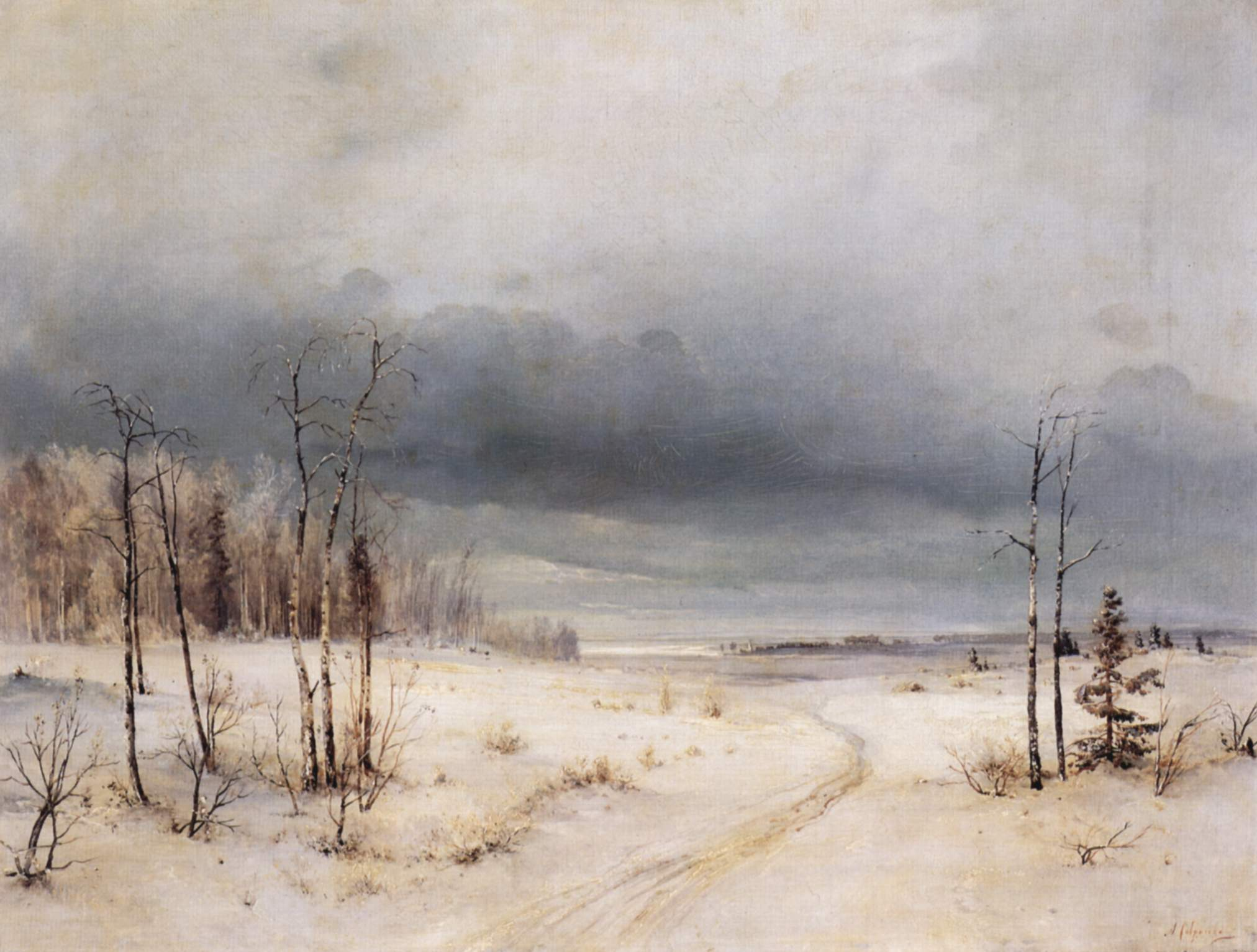
زمستان (۱۸۷۰)
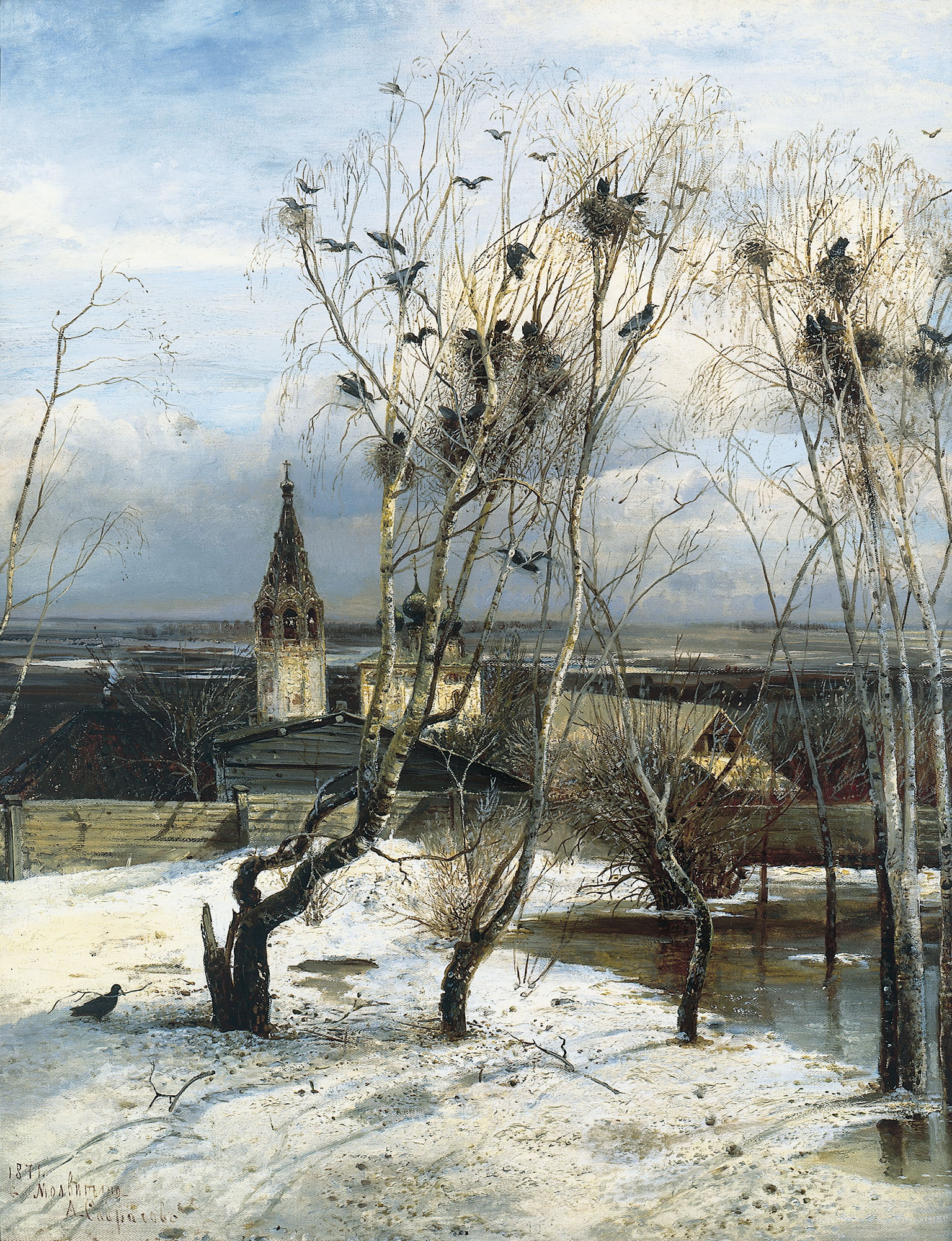
کلاغ‌ها برگشته‌اند (۱۸۷۱)
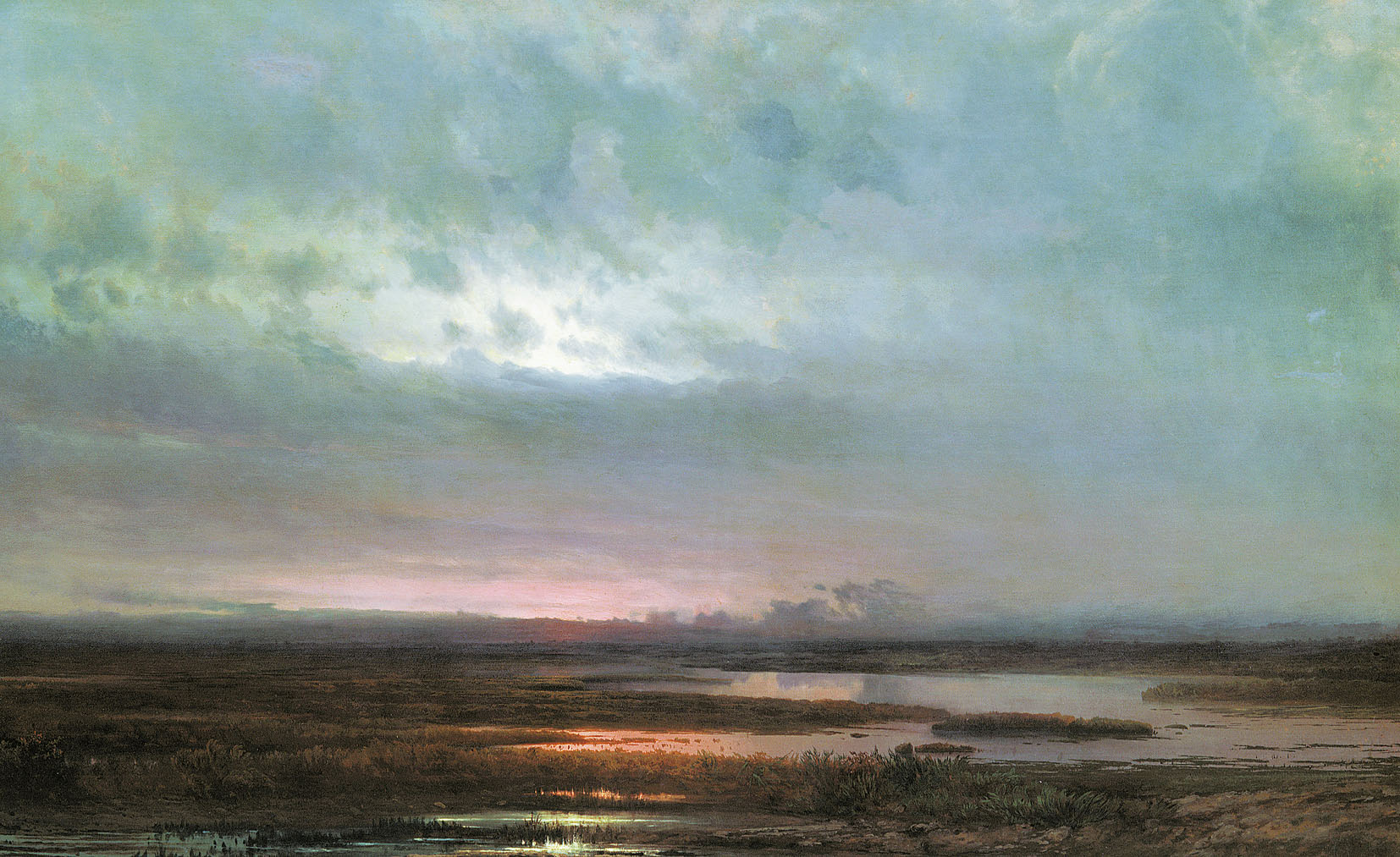
غروب خورشید بر فراز مرداب (۱۸۷۱)
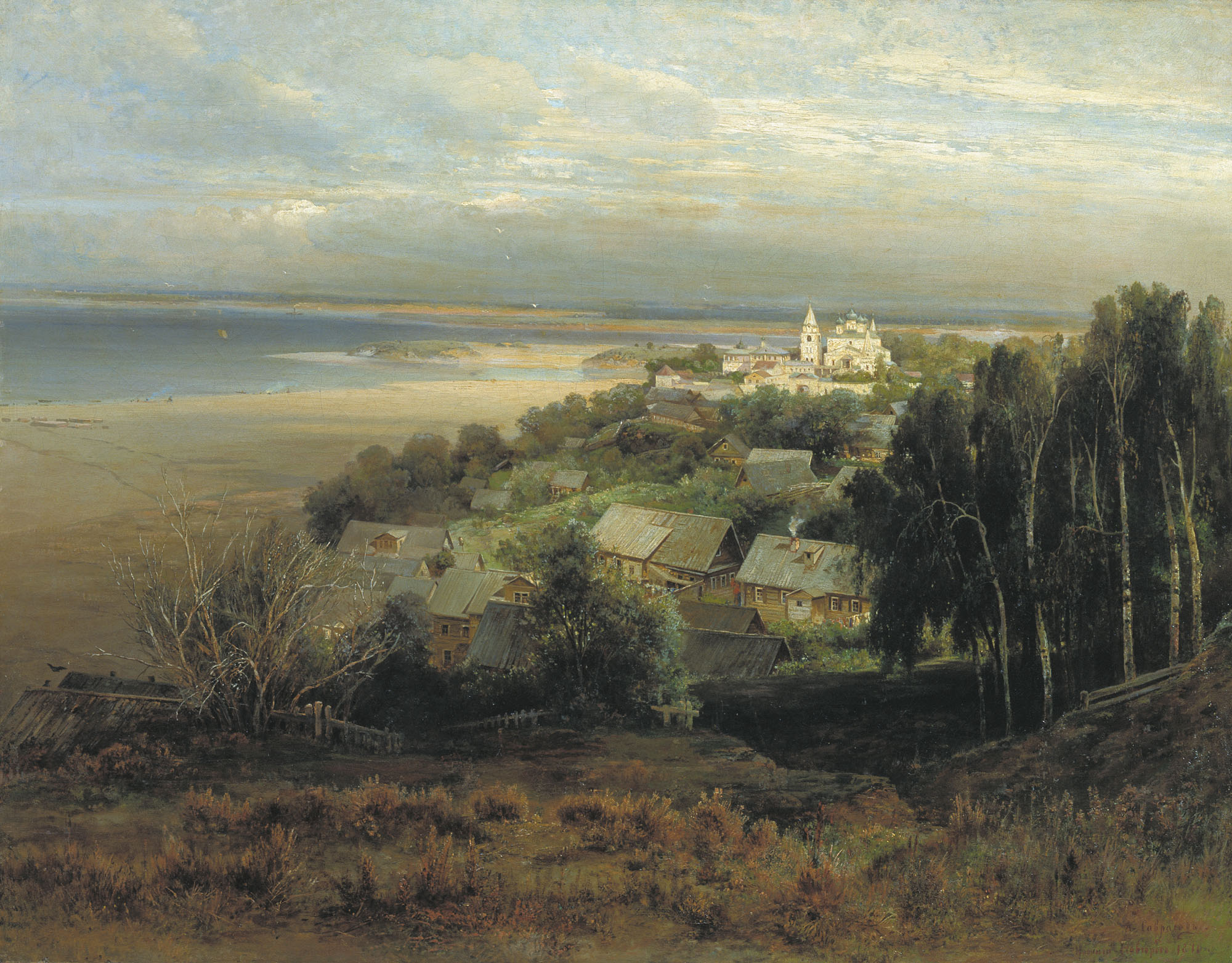
صومعه در نیژنی نووگورود (۱۸۷۱)
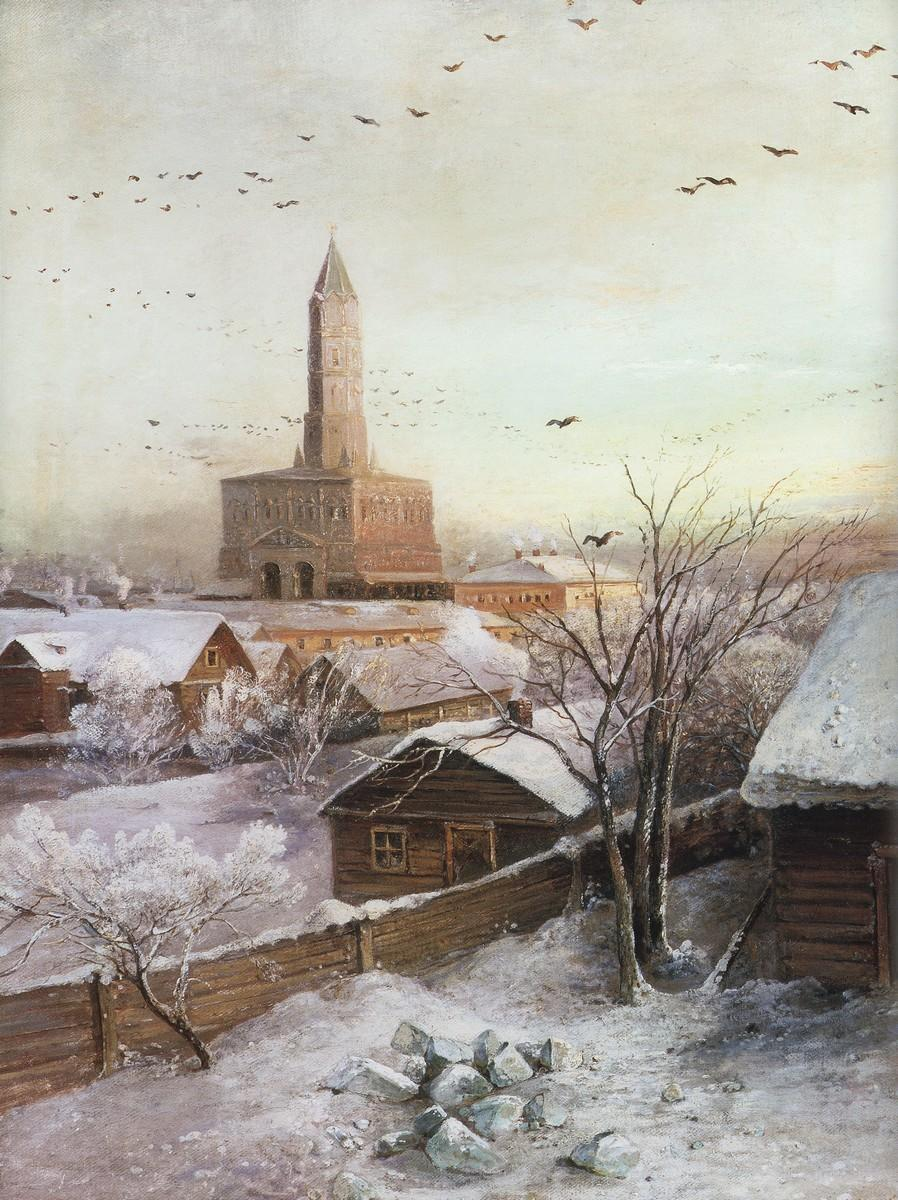
برج سوخاریف (۱۸۷۲)
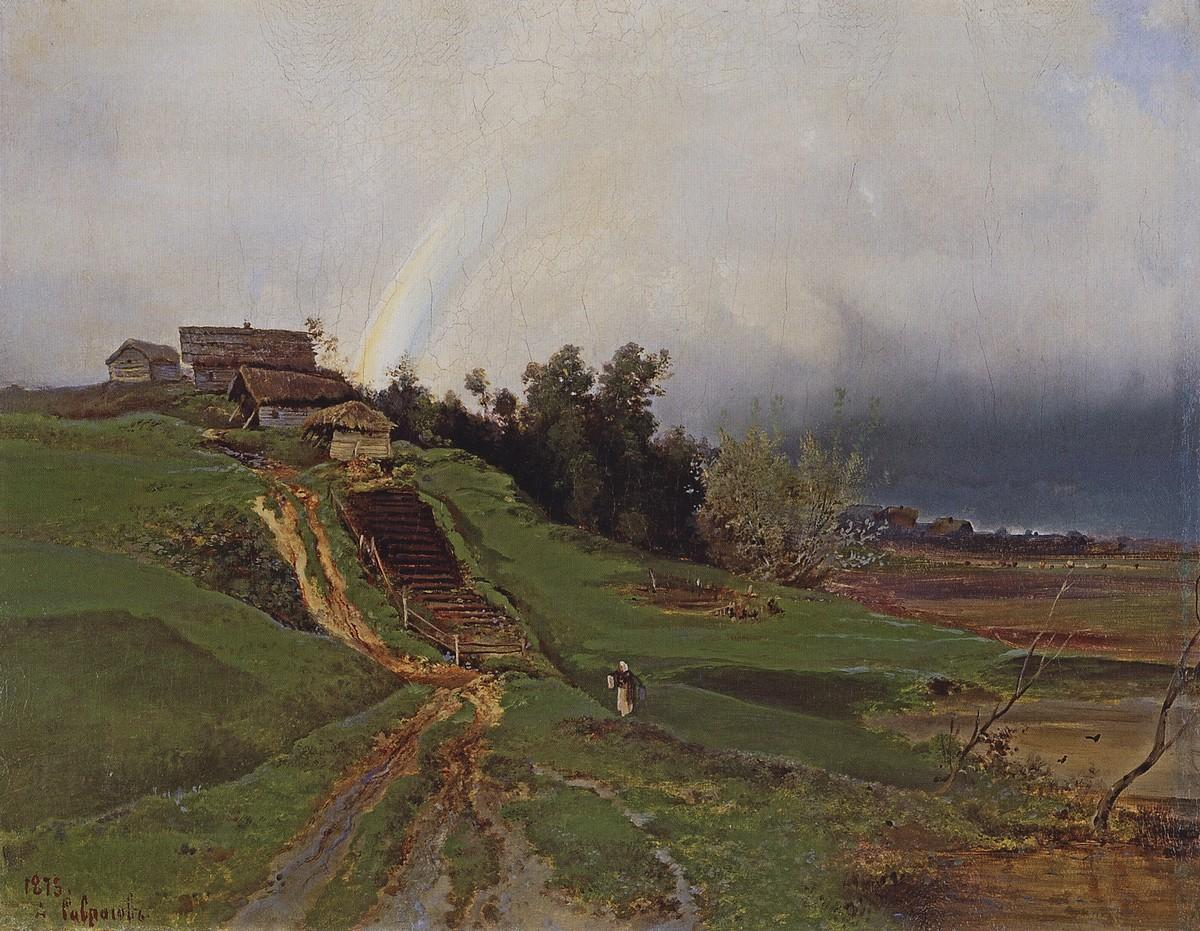
رنگین کمان (۱۸۷۳)
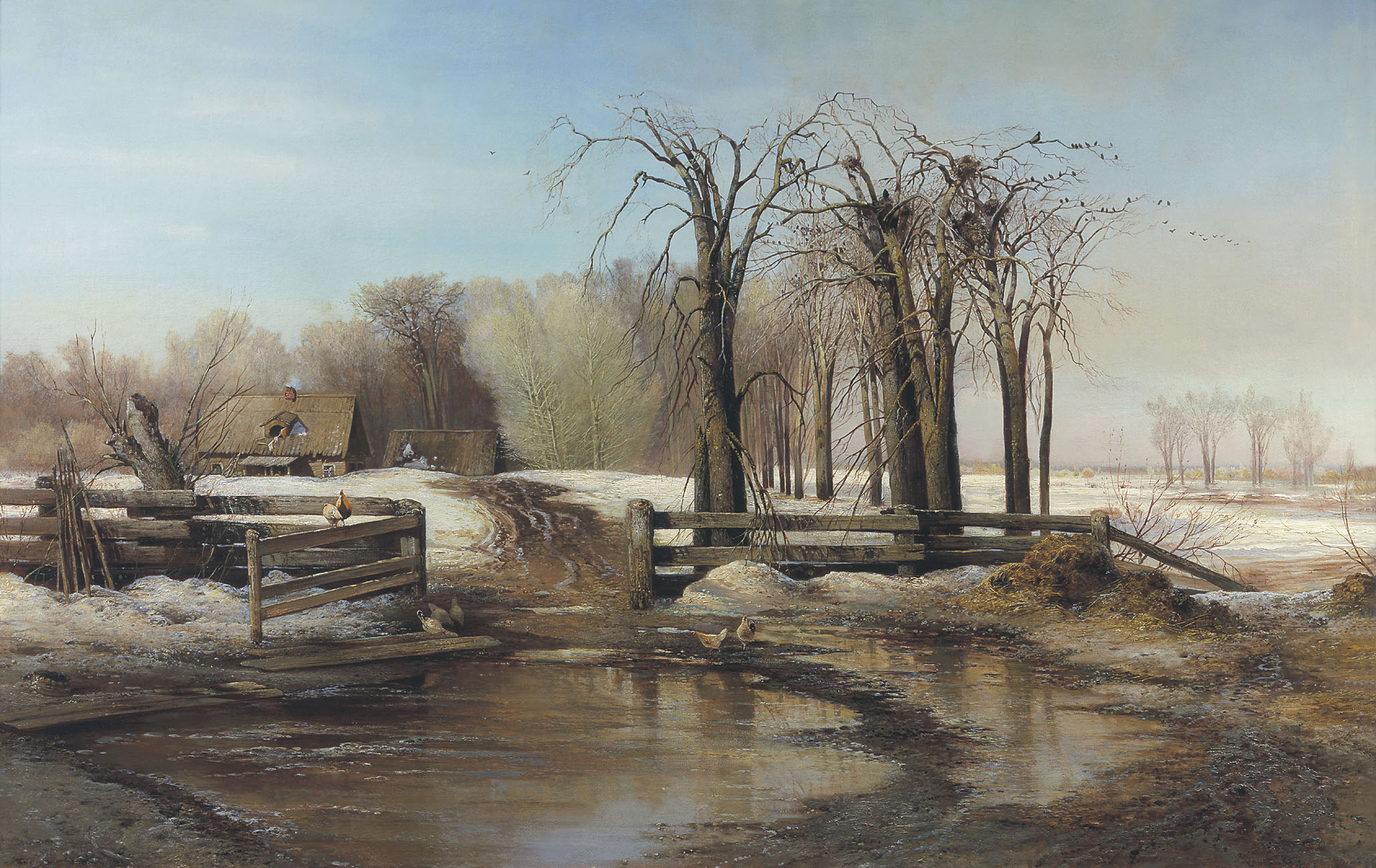
روز بهاری (۱۸۷۳)
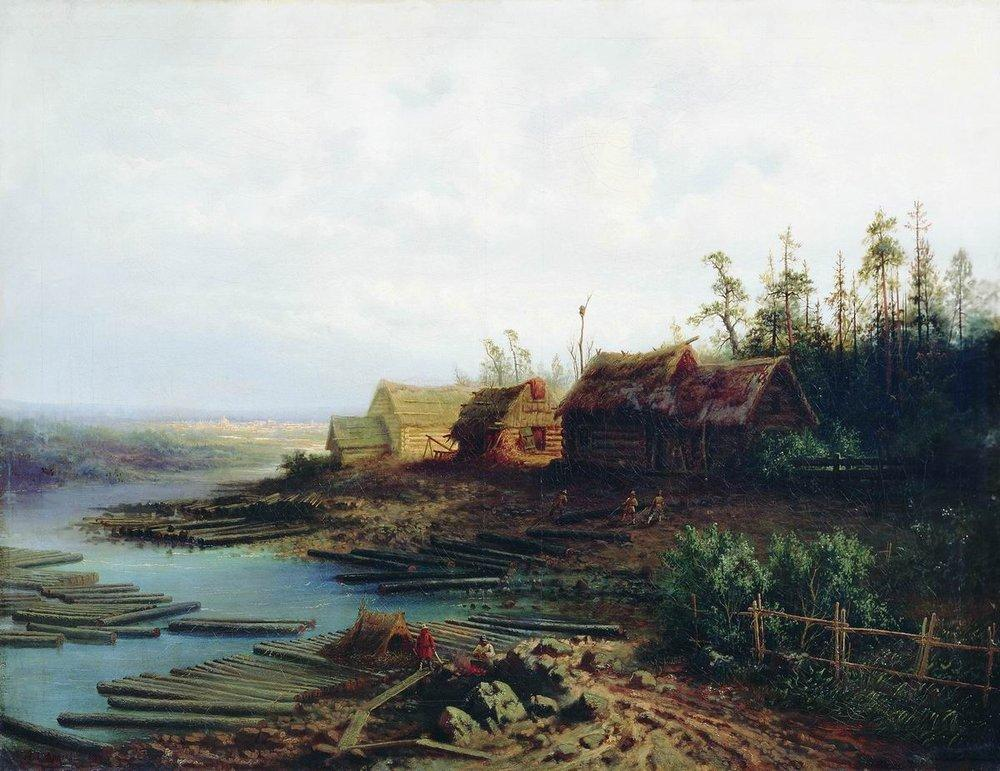
الوارهای شناور (۱۸۷۳)
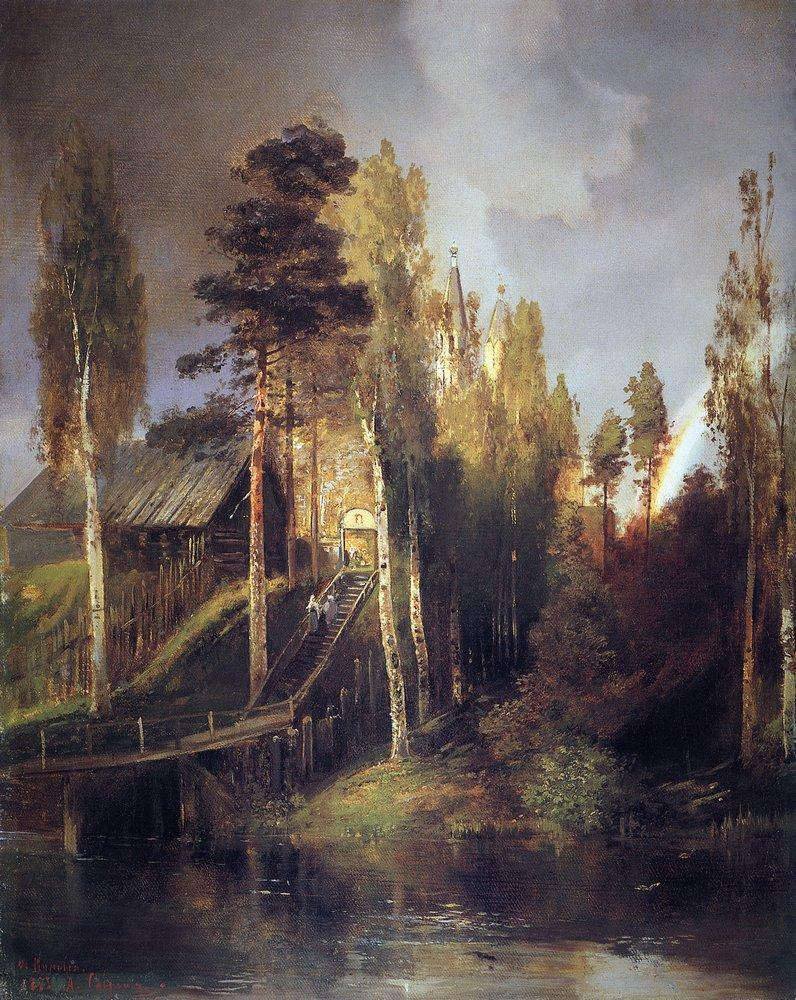
دروازه‌های صومعه (۱۸۷۵)
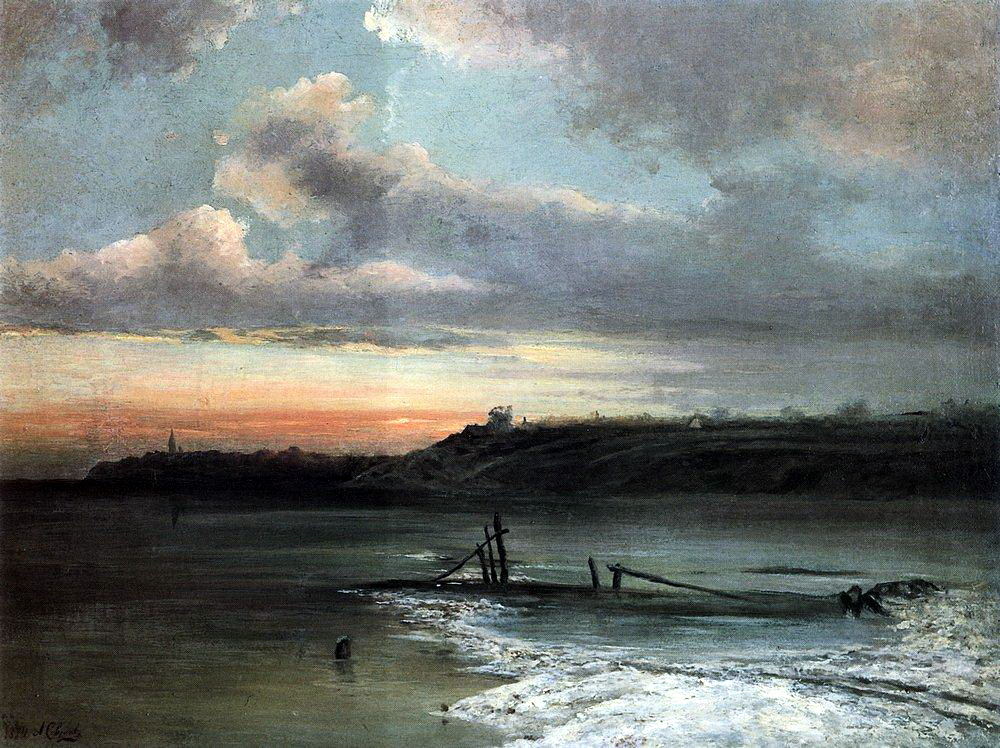
اوایل بهار (دهه ۱۸۸۰)
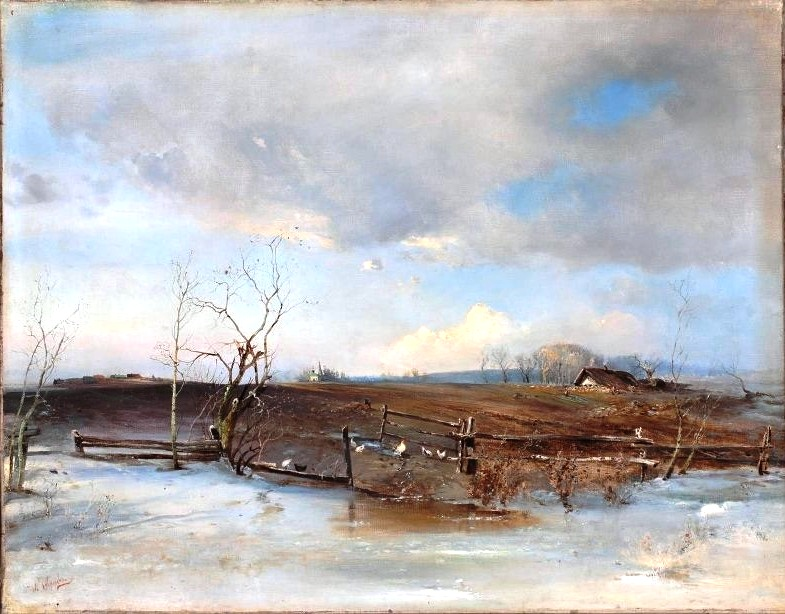
بهار، جالیز (۱۸۹۳)
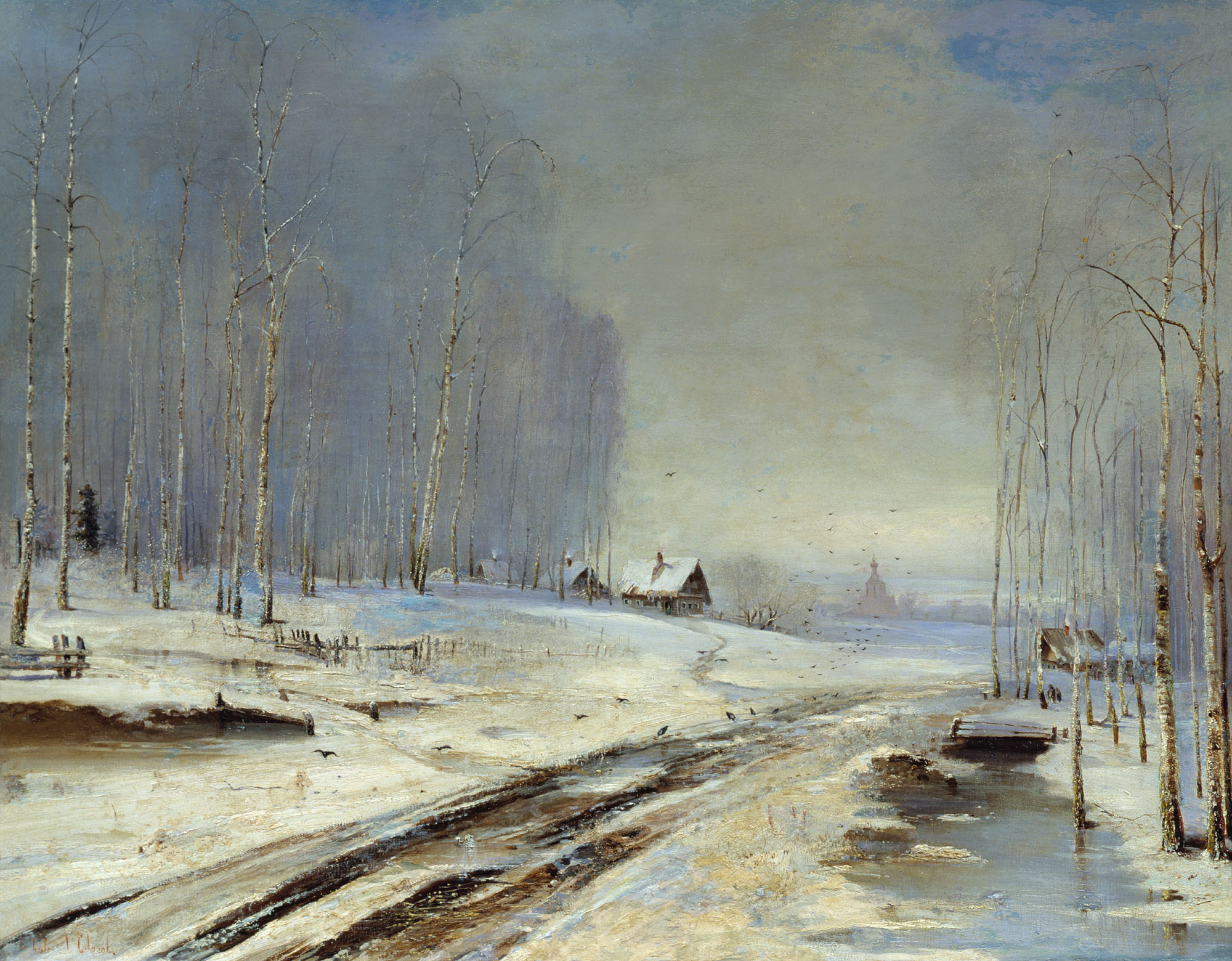
راسپوتیتسا، دریای گِل (۱۸۹۴)